# 波坦察主教座堂
波坦察圣哲辣尔多主教座堂（Cattedrale Metropolitana di San Gerardo Vescov）是天主教波坦察-穆罗卢卡诺-新马尔西科总教区的主教座堂，位于意大利南部巴西利卡塔大区波坦察。
该堂的建筑风格为罗曼式和新古典主义，始建于12世纪，18世纪重建。主保圣人是圣哲辣尔多。

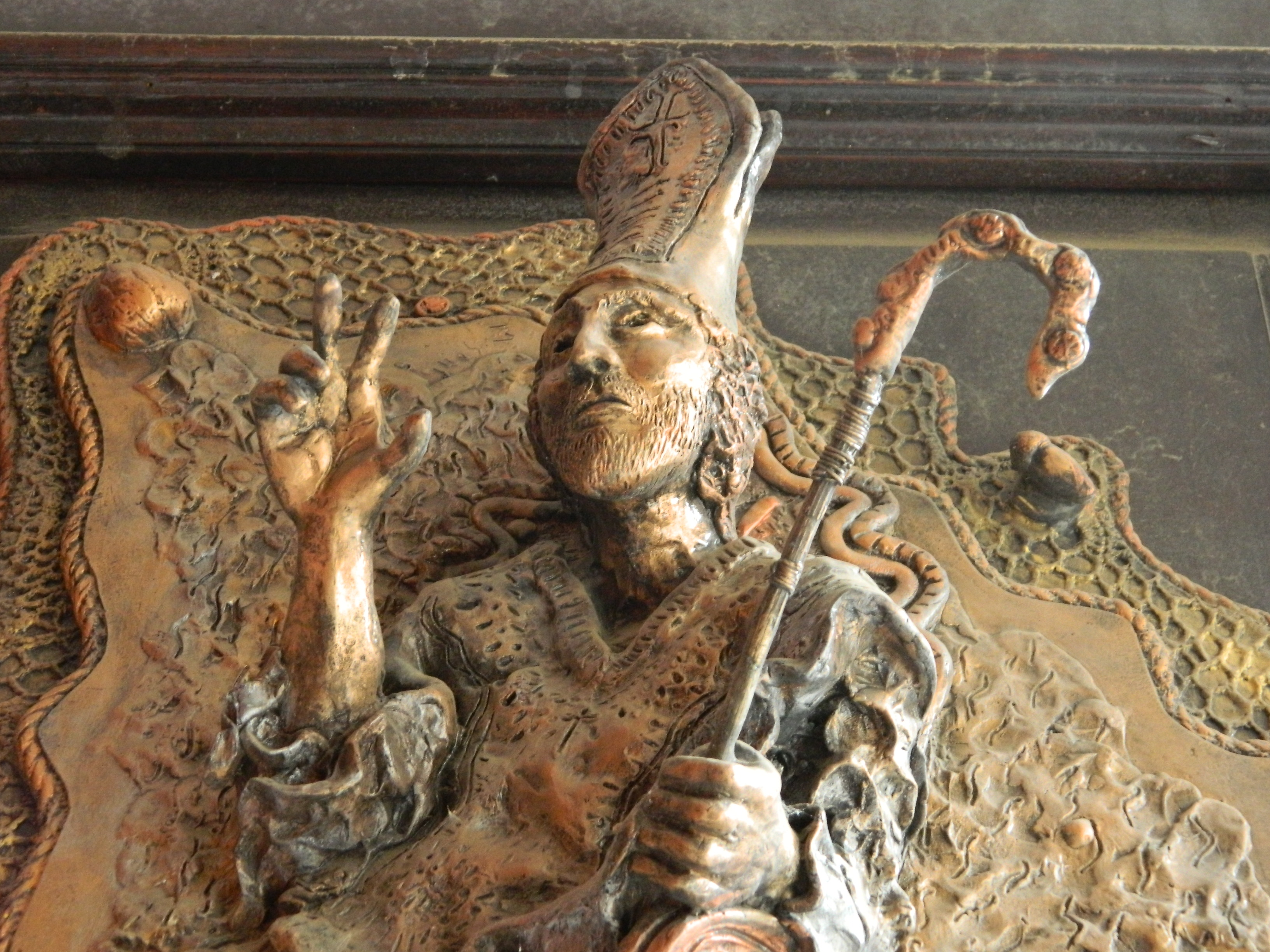
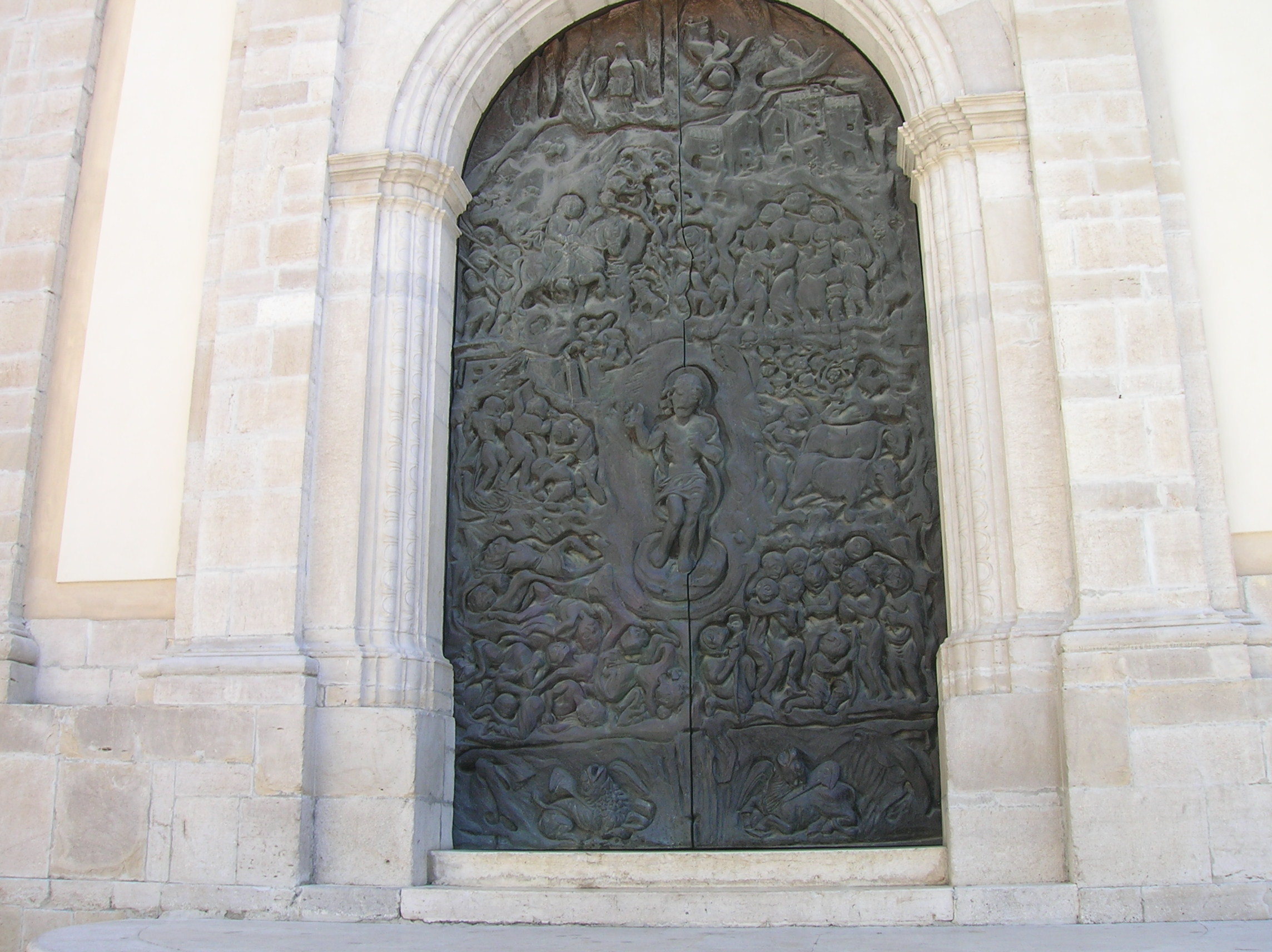
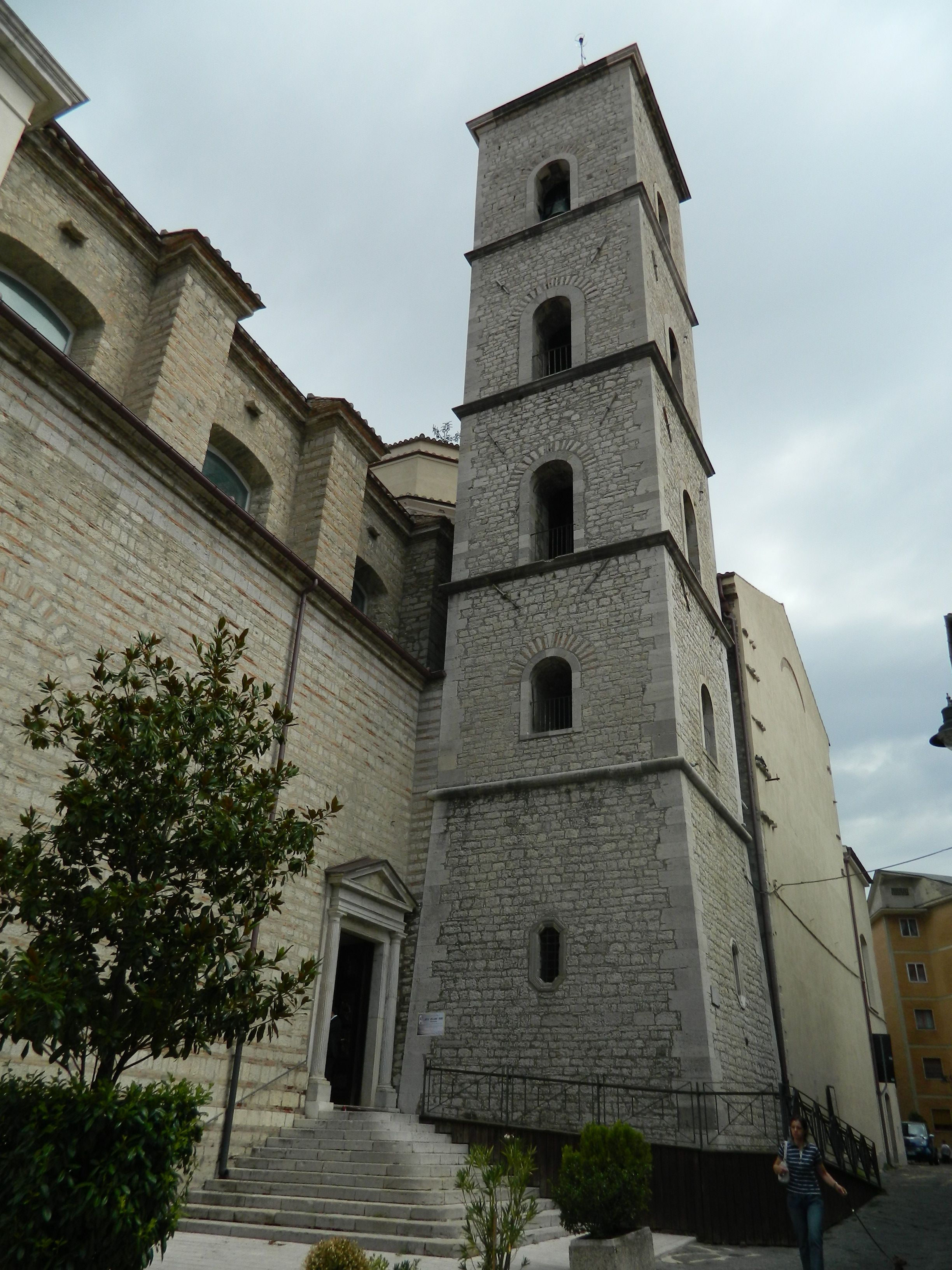
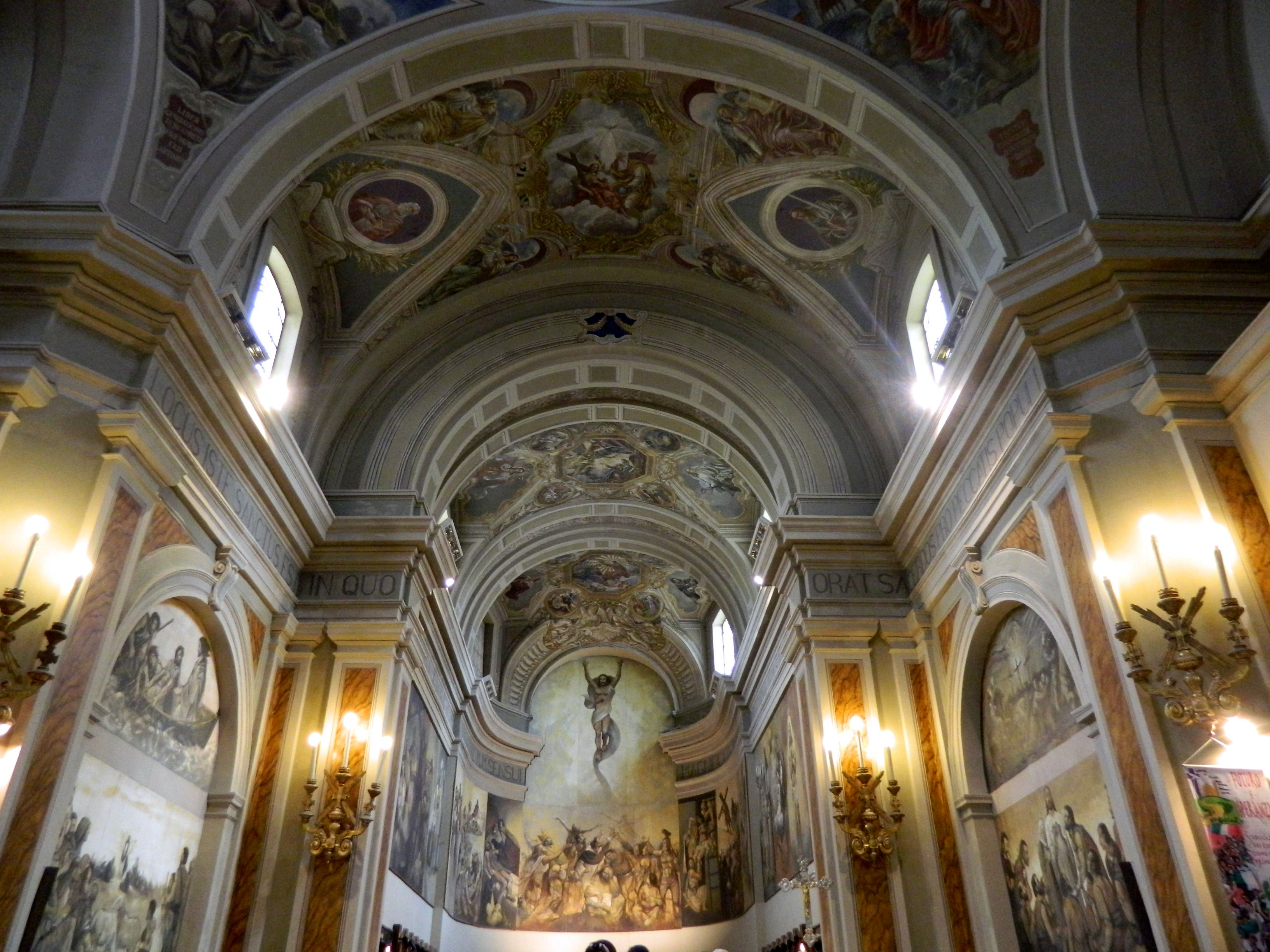
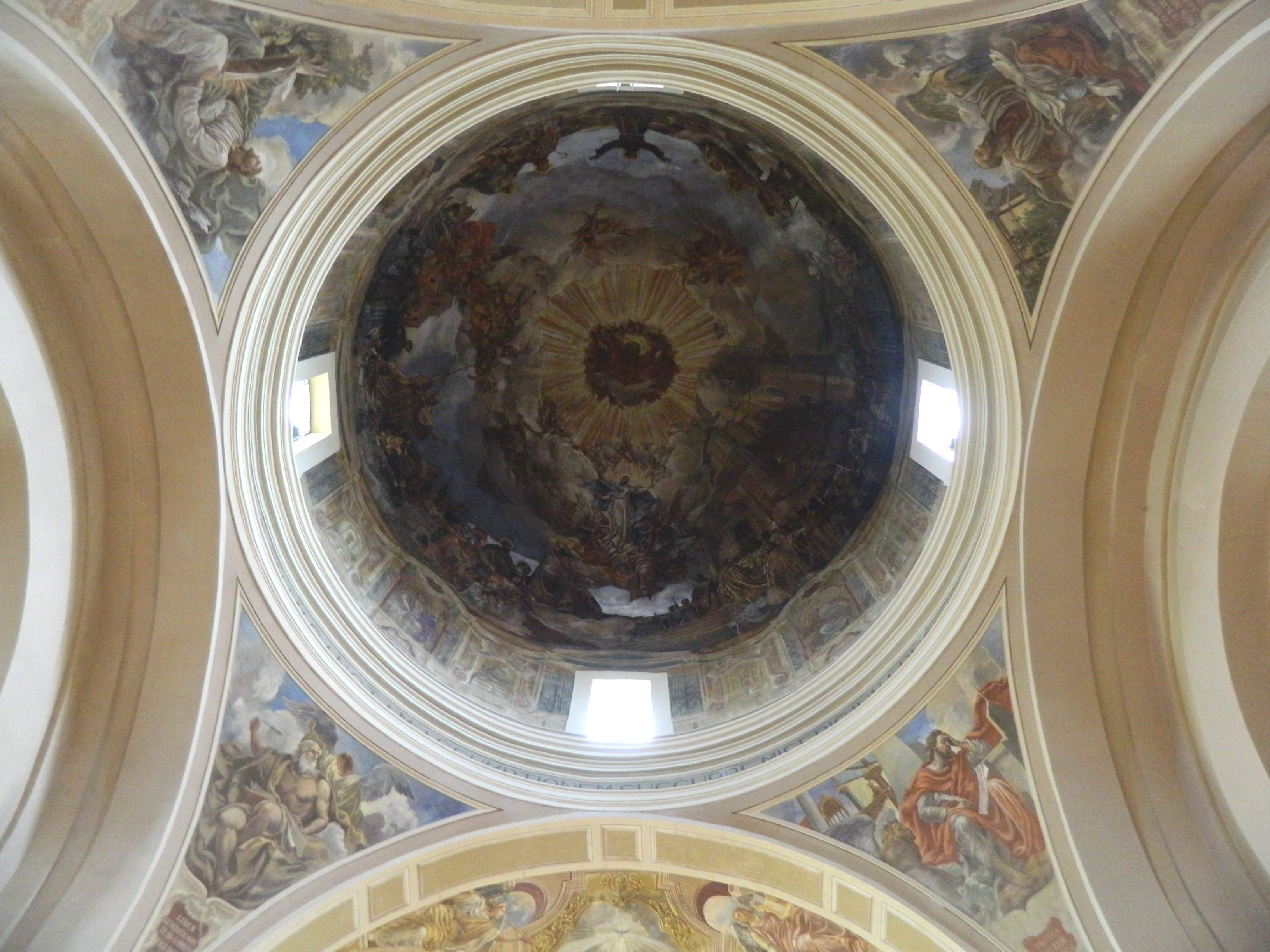
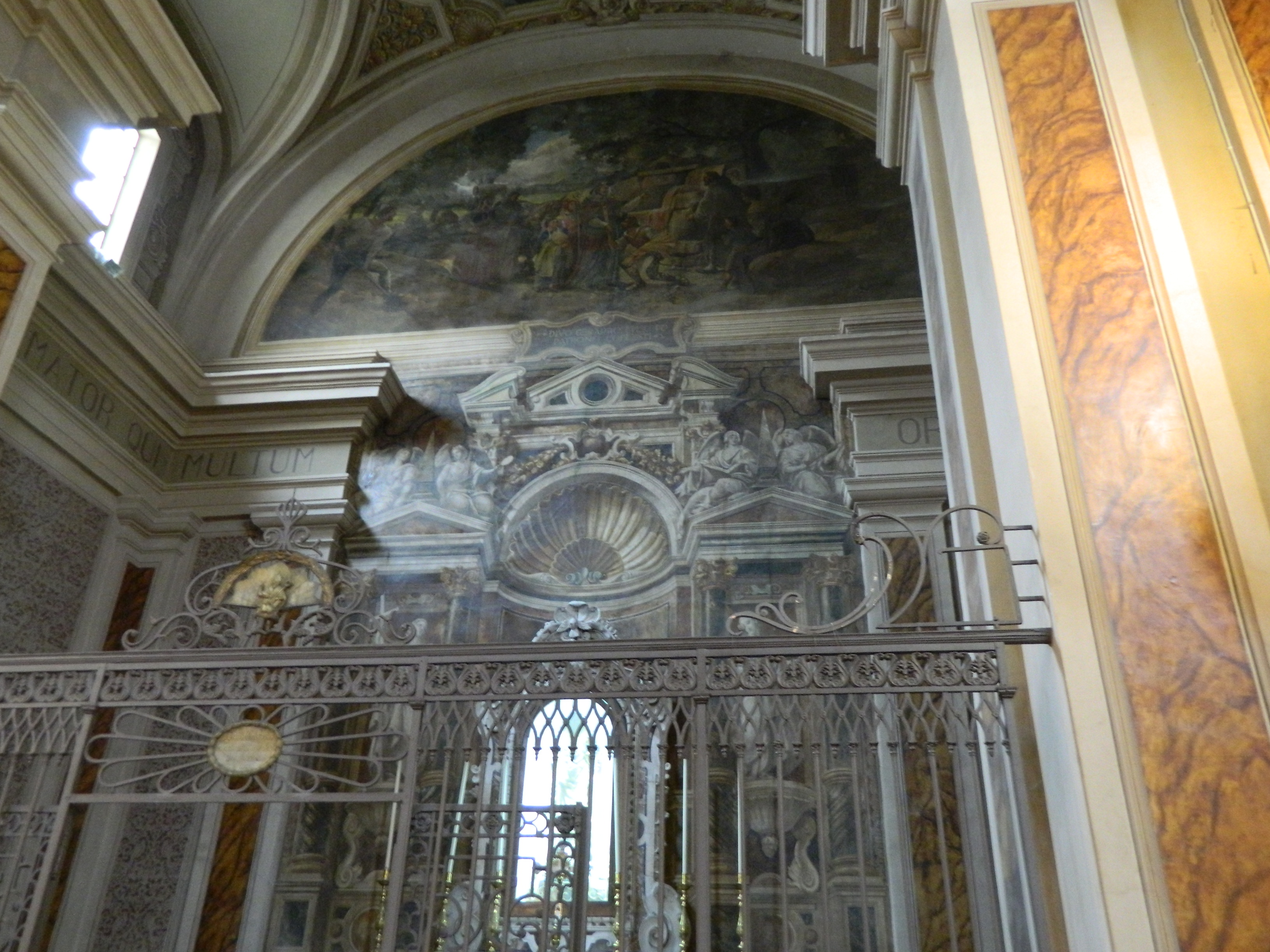
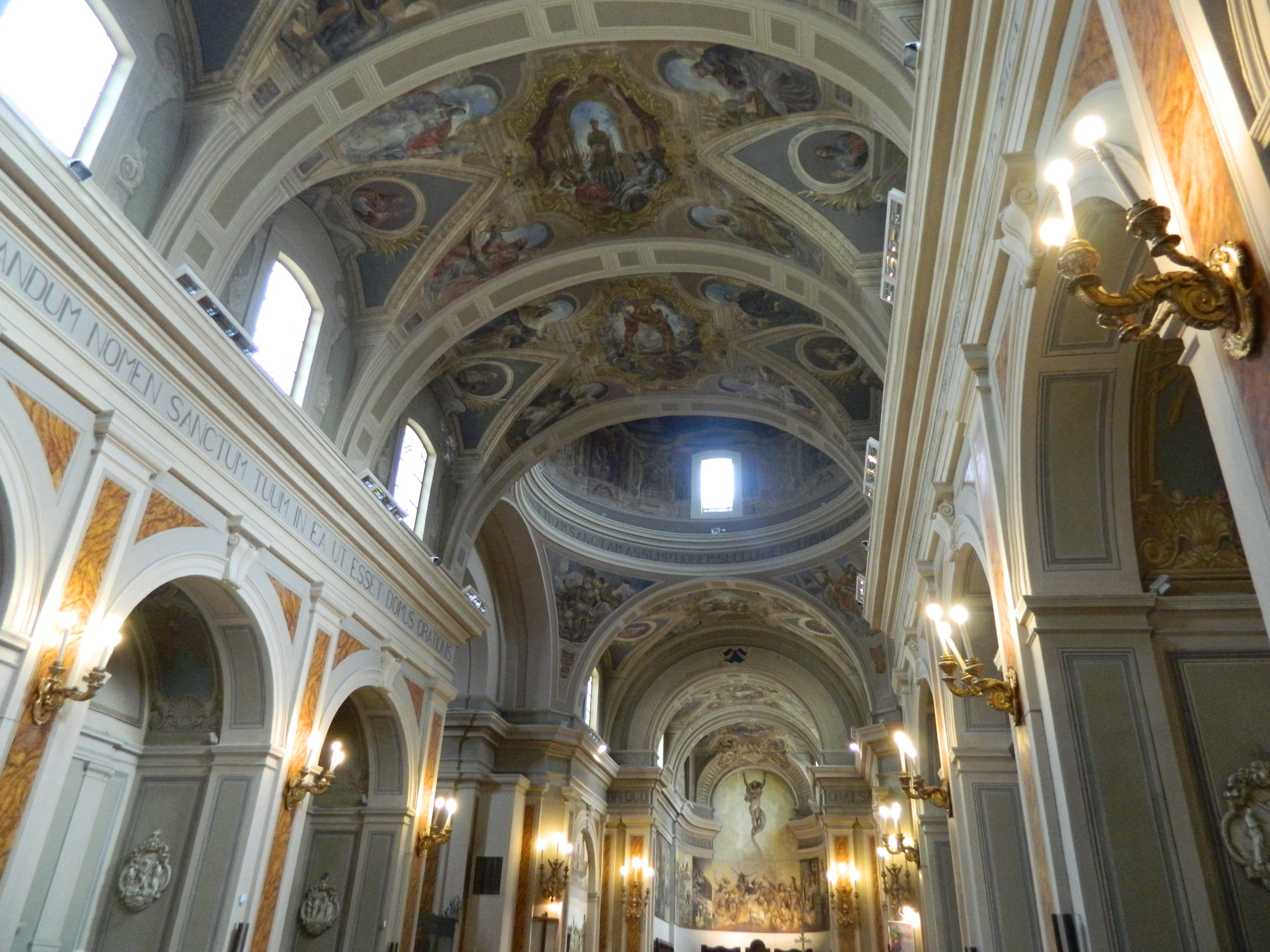